# Àcid petroselínic
L'àcid petroselínic, el qual nom sistemàtic és àcid (Z)-octadec-6-enoic, és un àcid carboxílic monoinsaturat de cadena lineal amb devuit àtoms de carboni, la qual fórmula molecular és {\displaystyle {\ce {C18H34O2}}}. En bioquímica és considerat un àcid gras i se simbolitza per C18:1.

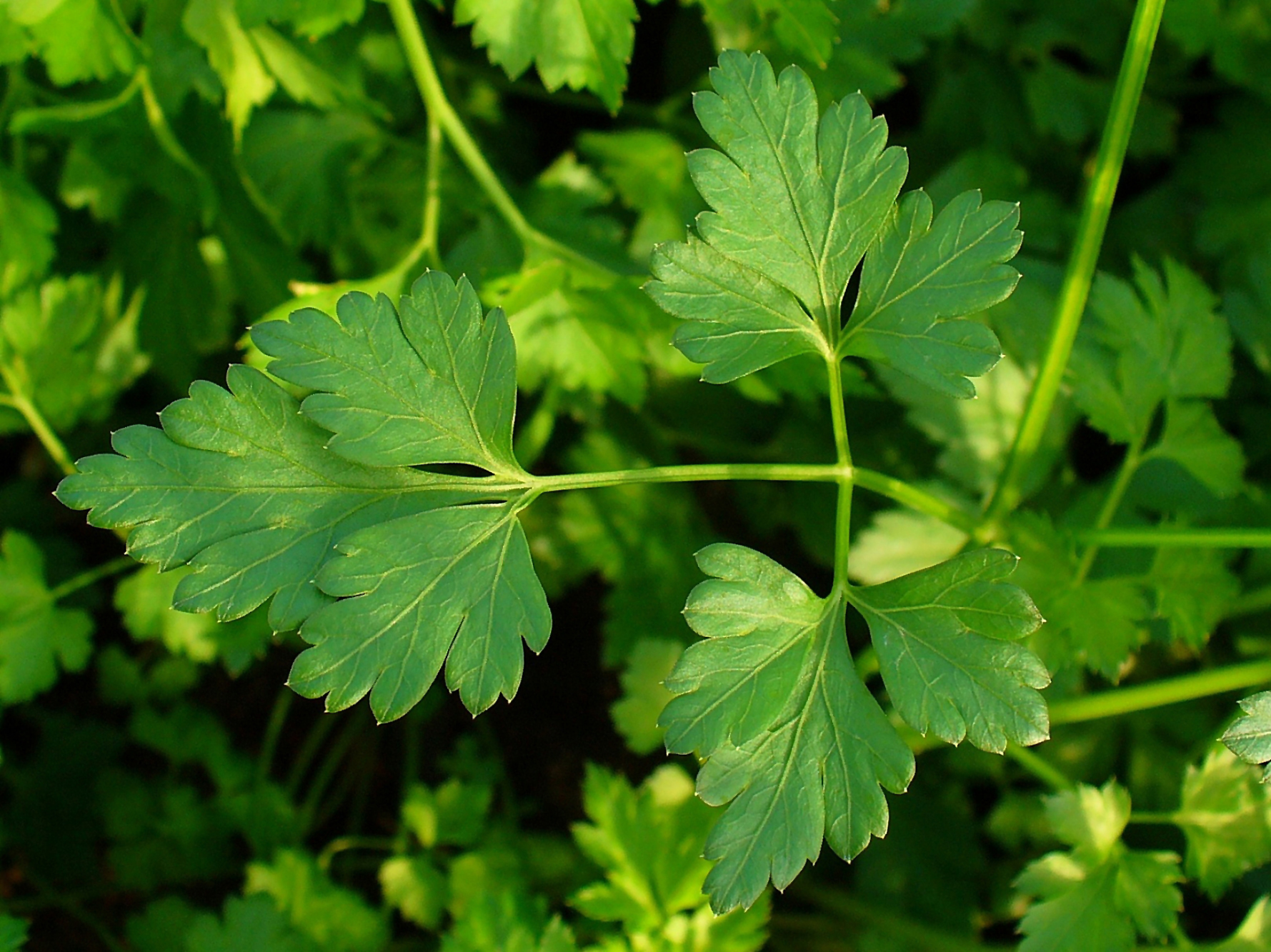
Fulles de julivert

A temperatura ambient és un líquid amb un punt de fusió de 33 °C. La seva densitat entre 4 °C i 35 °C és de 0,8824 g/cm³ i el seu índex de refracció val 1,4536 a 65 °C. És soluble en metanol, dietilèter i èter de petroli. Fou aïllat per primer cop el 1909 pels investigadors Vongerichten i Kölher de les llavors del julivert, Petroselinum crispum, d'on prové el seu nom comú àcid petroselínic. Posteriorment també s'ha aïllat en diversos olis de fruites i llavors, inclosos els de diverses umbel·les, incloent-hi les llavors d'heura i coriandre, Angelica polyclada.